# Cmentarz żydowski w Szamocinie
Cmentarz żydowski w Szamocinie – kirkut został założony w połowie XVIII stulecia. W czasie II wojny światowej uległ całkowitemu zniszczeniu. Nie ma na nim żadnych nagrobków. Kirkut miał powierzchnię 0,4 ha. Mieścił się przy ul. Hallera. Na terenie dawnego cmentarza mieści się głaz upamiętniający istnienie nekropolii.